# Pfalz (Bayern)

Wappen mit dem Pfälzer Löwen

Als Rheinkreis wurde von 1816 bis 1837 das linksrheinische Territorium des Königreichs Bayern bezeichnet. Vor den französischen Revolutionskriegen (1792) hatte das Gebiet zu Kurpfalz-Bayern und weiteren Territorien des Heiligen Römischen Reiches gehört und war dann mit dem Linken Rheinufer an Frankreich gefallen. Nach der Niederlage Napoleon Bonapartes hatte es 1814 zunächst unter einer provisorischen gemeinsamen österreichisch-bayerischen Verwaltung gestanden. Auf dem Wiener Kongress 1815 war es dem Kaisertum Österreich zugesprochen worden. Österreich trat es 1816 mit dem Vertrag von München an Bayern ab. Hauptstadt wurde Speyer, die größten Städte waren Ludwigshafen und Kaiserslautern. 1837 wurde der Rheinkreis in Pfalz umbenannt. Gebräuchlich war auch die Bezeichnung Rheinpfalz. Vielfach wurde von Rheinbayern, Bayerischer Pfalz oder Bayern jenseits des Rheins (aus Münchner Perspektive) gesprochen.
Das Gebiet blieb, mit Ausnahme des 1920 abgetrennten Teils, der ungefähr dem heutigen Saarpfalz-Kreis entspricht, bis zur Gründung des Landes Rheinland-Pfalz am 30. August 1946 bayerisch. Seit 1909 gab es als inoffizielle Flagge der Region die schwarz-goldene Pfalzfahne, die ab 1915 verboten war. Dieses Verbot blieb bis zum Ausscheiden der Pfalz aus dem bayerischen Staatsverband 1946 in Kraft.

## Geographie
Der Rheinkreis deckte sich weitgehend mit der heutigen Region Pfalz, die westlich des Rheins den Südteil von Rheinland-Pfalz bildet, umfasste jedoch darüber hinaus die Landkreise Homburg und St. Ingbert. Diese wurden 1920 nach dem Ende des Ersten Weltkriegs in das Saargebiet eingegliedert und 1974 zum Saarpfalz-Kreis zusammengelegt. Nach dem Zweiten Weltkrieg endete die Zugehörigkeit zu Bayern mit der Gründung des Landes Rheinland-Pfalz am 30. August 1946. Das Bistum Speyer als Teil der Kirchenprovinz Bamberg und die Evangelische Kirche der Pfalz (Protestantische Landeskirche) existieren auch heute noch im Wesentlichen in den historischen Grenzen des Rheinkreises.

## Geschichte

### Vorgeschichte

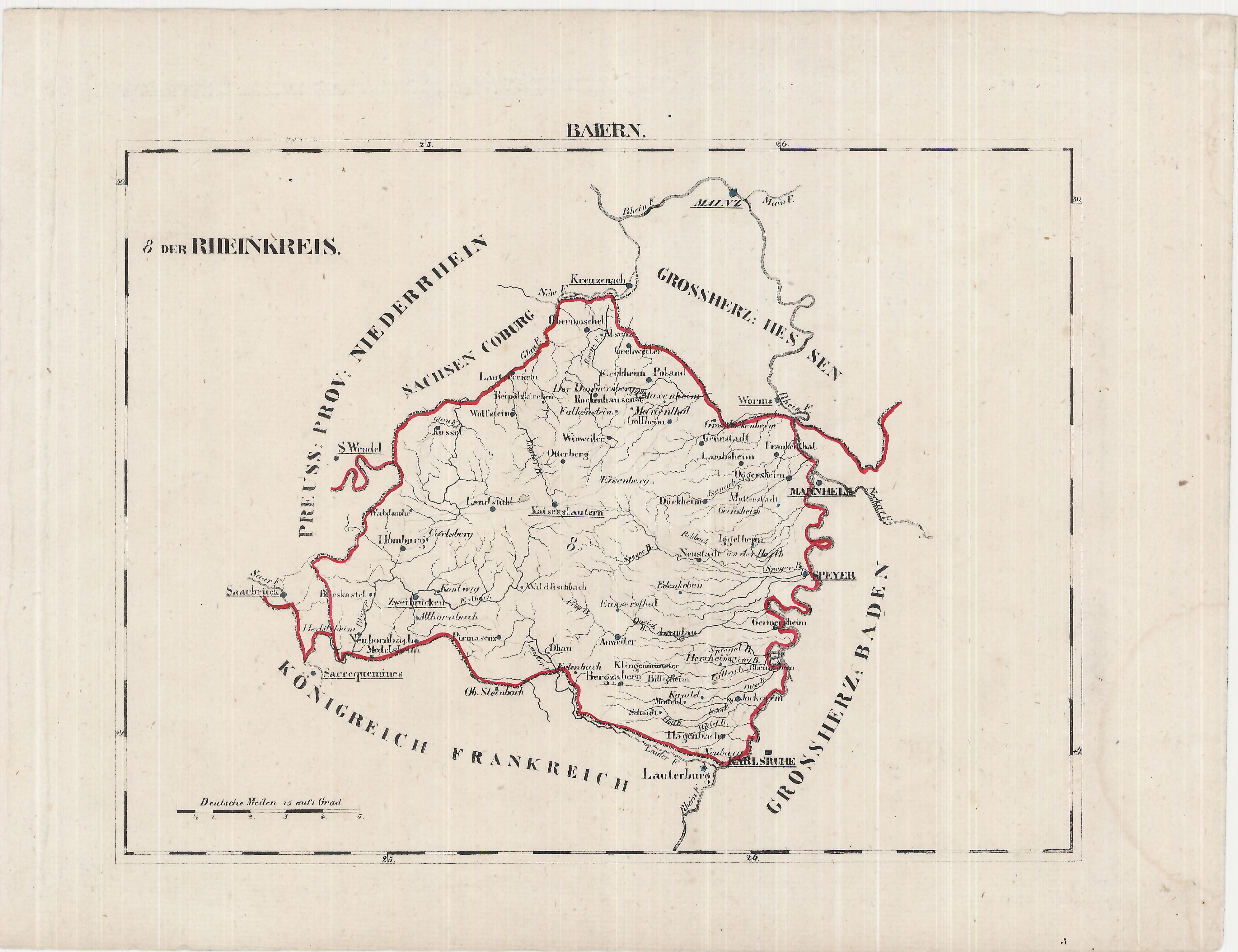
Bayerischer Rheinkreis 1830

Das Gebiet der Pfalz als bayerischer Kreis (um 1900)

Das Gebiet des 1816 entstandenen Rheinkreises war vor 1792 aufgeteilt in insgesamt 45 zum Teil sehr kleine weltliche und geistliche Territorien. Die größten waren die Kurpfalz, Pfalz-Zweibrücken und das Hochstift Speyer. Zwischen der Kurpfalz, Pfalz-Zweibrücken und Bayern hatten jahrhundertelang dynastische Verbindungen über die Wittelsbacher bestanden, die sich jedoch häufiger feindlich als freundlich gestaltet hatten. 1777 wurden jedoch Bayern und die Kurpfalz durch Erbfall unter Kurfürst Karl Theodor zu Kurpfalz-Bayern vereint, erbberechtigt war nun Karl II. August, der Herzog von Pfalz-Zweibrücken.
Das linke Rheinufer war ab 1794 von französischen Revolutionstruppen besetzt. Mit dem Frieden von Campo Formio (1797) annektierte Frankreich das Gebiet und führte 1798 sein Verwaltungssystem ein. Der spätere Rheinkreis umfasste wesentliche Teile des Départements Donnersberg sowie kleinere Teile des Saardépartements und des Départements Niederrhein.
Nach der Niederlage Napoleons bei der Völkerschlacht bei Leipzig (1813) und der Einnahme des linken Rheinufers durch die Alliierten im Januar 1814 wurde die Region ab dem 2. Februar 1814 zunächst unter die provisorische Verwaltung des Generalgouvernements Mittelrhein (Sitz zunächst Trier, später Koblenz und Mainz) und ab dem 16. Juni 1814 unter die Verwaltung der „k. k. östreichischen und k. bairischen gemeinschaftliche Landes-Administrations-Kommission“ (Sitz Worms) gestellt.

### Regierungsbezirk Pfalz im Königreich Bayern

#### Entstehung
In dem auf dem Wiener Kongress (1815) geschlossenen Hauptvertrag vom 9. Juni 1815 wurde in Artikel 51 festgelegt, dass (unter anderem) auf dem linken Rheinufer die vormaligen Departements der Saar und des Donnersbergs, soweit im selben Vertrag nicht anders verfügt wird, „mit voller Souveränetät und Eigenthumsrechte unter die Herrschaft Sr. Maj. des Kaisers von Oesterreich“ kommen. Die gemeinschaftliche österreichisch-bayerische Verwaltung wurde vorerst beibehalten.
Am 14. April 1816 wurde zwischen Österreich und Bayern ein Vertrag geschlossen, in dem verschiedene Gebietsveränderungen vereinbart wurden. Nach Artikel 2 des Vertrages trat Kaiser Franz I. von Österreich an König Maximilian I. von Bayern neben verschiedenen rechtsrheinischen Gebieten auf dem linken Rheinufer die wie folgt beschriebenen Gebiete ab:
In dem Departement des Donnerberges:
1. die Bezirke von Zweibrücken, Kaiserslautern und Speier; letztere mit Ausnahme der Cantone Worms und Pfeddersheim;
2. den Canton Kirchheim-Bolanden, im Bezirke von Alzei.

In dem Saar-Departement:
1.  die Cantone Waldmohr, Blieskastel und Kusel, letzteren mit Ausnahme einiger Orte auf der Straße von St. Wendel nach Baumholder, welche durch eine weitere, im Einverständnisse mit der zu Frankfurt versammelten Bevollmächtigten der verbündeten Mächte zu berichtigende Gebiets-Ausgleichung compensirt werden sollen.

In dem Departement Niederrhein:
1.  Canton, Stadt und Festung Landau, diese letztere als Bundesfestung in Gemäßheit der Bestimmungen vom 3. November 1815;
2. die Cantone Bergzabern, Langenkandel und den ganzen Antheil des Departements Niederrhein am linken Lauter-Ufer, welcher in dem Pariser Tractat vom 20. November 1815 abgetreten worden ist.

Als Termin der Besitznahme wurde der 1. Mai 1816 vereinbart.
Der badisch-bayerische Grenzstreit über die rechtsrheinische Pfalz wurde 1818 auf dem Aachener Kongress zugunsten Badens entschieden. 1817 war jedoch durch einen Vertrag zwischen Bayern und Baden die Rheinbegradigung beschlossen worden.

#### Gliederung und Verwaltung

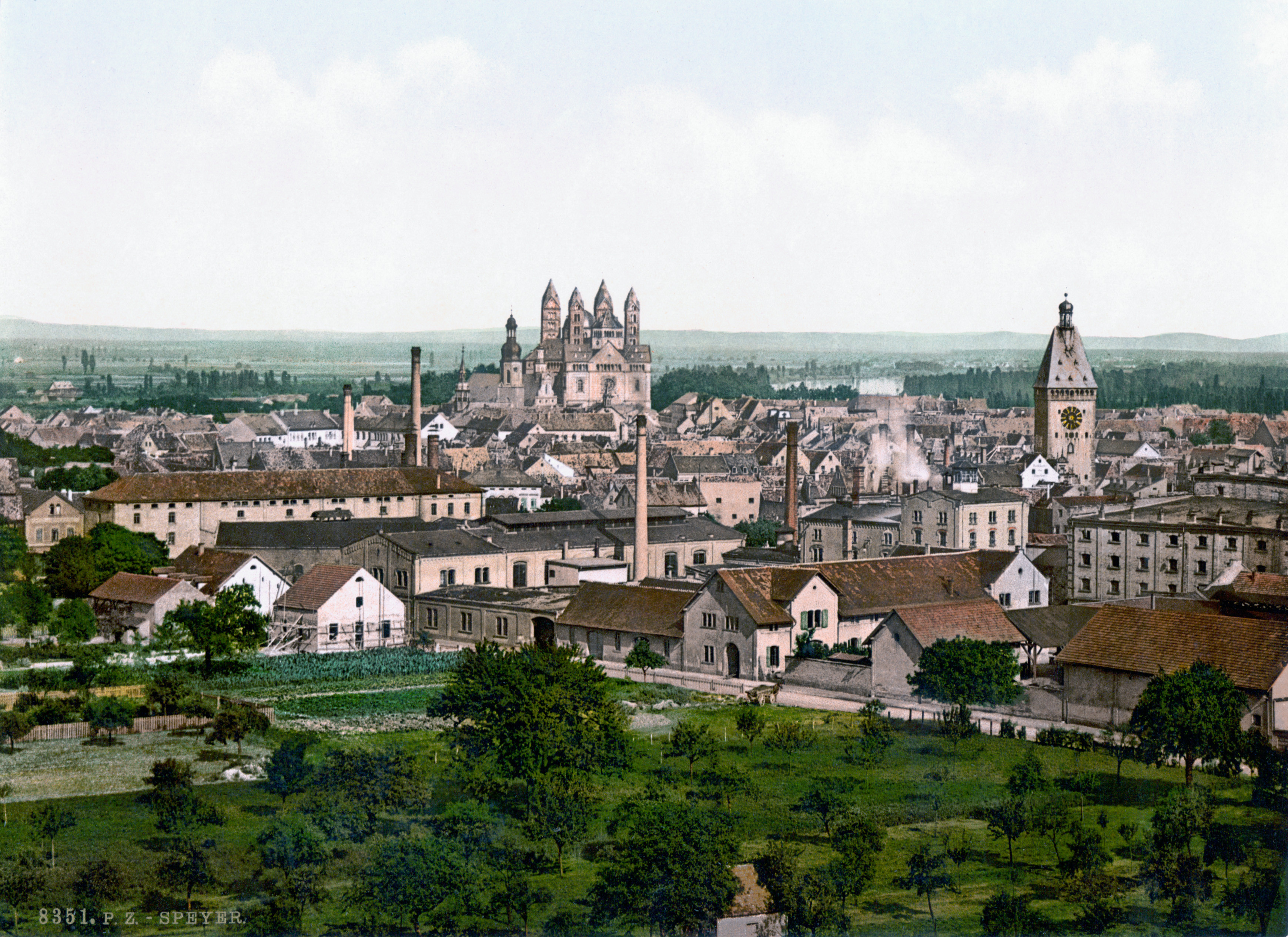
Die Hauptstadt Speyer um 1900

Entsprechend der damaligen bayerischen Verwaltungsstruktur erhielt das Gebiet den Namen „Rheinkreis“, Speyer wurde Hauptstadt. Von der vorherigen französischen Verwaltungsstruktur wurde die Untergliederung des Gebietes in Kantone, Bürgermeistereien und Gemeinden beibehalten. Die Kantone dienten dabei als Bezirke der unteren Verwaltung und der Gerichtsbarkeit, die zunächst als Friedens-, 1854–1879 als Land- und seitdem als Amtsgerichtsbezirke bezeichnet wurden. 1852 wurden in diesen Gerichtsbezirken als Selbstverwaltungsbehörden sogenannte Distriktsgemeinden eingerichtet, die nach 1919 durch eine Selbstverwaltung der gesamten Bezirksämter (s. u.) ersetzt wurden.
Auf nächsthöherer Ebene bestand zunächst eine Einteilung in vier Kreisdirektionen (Frankenthal, Kaiserslautern, Landau und Zweibrücken). Diese Behörden waren aus den französischen Unterpräfekturen der Arrondissements hervorgegangen, wobei jedoch Frankenthal den Behördensitz von Speyer, das bereits Hauptstadt des Rheinkreises geworden war, übernahm, während die Kreisdirektion in Landau nach der bayerischen Inbesitznahme neu eingerichtet wurde. 1818 erfolgte durch Zusammenfassung jeweils mehrerer Kantone eine neue Gliederung in zwölf Verwaltungsbezirke. Diese erhielten die Bezeichnung Landkommissariate (1862 in Bezirksämter und 1939 in Landkreise umbenannt).
Der bayerische König Maximilian I. Joseph verfügte am 24. September 1816 die neuerliche Einberufung des Generalrats des Départements Donnersberg, und zwar unter dem neuen Namen „Landrath“. Seine 20 Mitglieder, die der König jeweils für drei Jahre nominierte, entstammten den höheren Gesellschaftsschichten. Sie betrieben keine Interessenpolitik, sondern engagierten sich nachhaltig für das Gemeinwohl. Der Landrath des Rheinkreises bzw. später der Pfalz nutzte regelmäßig sein ihm zustehendes Recht, auf die pfälzischen Belange hinzuweisen. Damit setzte er sich intensiv für die Entwicklung und Förderung der Pfalz und ihrer Einrichtungen ein. Zum ersten Regierungspräsidenten bestimmte König Maximilian den Hofrat Franz Xaver von Zwackh, auf dessen Namen die volkstümliche pfälzische Bezeichnung „Zwockel“ für die bayerischen Beamten zurückgeht.

#### Rechtliche Stellung
Innerhalb des Königreichs Bayern genoss die Pfalz eine rechtliche und administrative Sonderstellung, da die bayerische Regierung wesentliche Errungenschaften der französischen Zeit beibehielt. So blieb in der Pfalz die Grundherrschaft aufgehoben (was im rechtsrheinischen Bayern erst 1848 geschah), die Trennung von Verwaltung und Justiz war bis auf die unterste Ebene (Landkommissariate und Landgerichte) durchgesetzt und die völlige Gewerbefreiheit in Kraft. Überdies galt der Code civil bis zum Inkrafttreten des Bürgerlichen Gesetzbuchs (BGB) im Jahr 1900 als Zivilrecht der Pfalz. Der Historiker Heiner Haan beschreibt die Beziehung zwischen dem rechtsrheinischen Bayern und der sonderberechtigten Pfalz als ein Verhältnis von „Hauptstaat und Nebenstaat“. In Zusammenhang mit der Freisinger Bischofskonferenz gehört die Pfalz (Bistum Speyer) kirchenrechtlich weiterhin zu Bayern.

#### Demokratiebewegung und Auswanderung

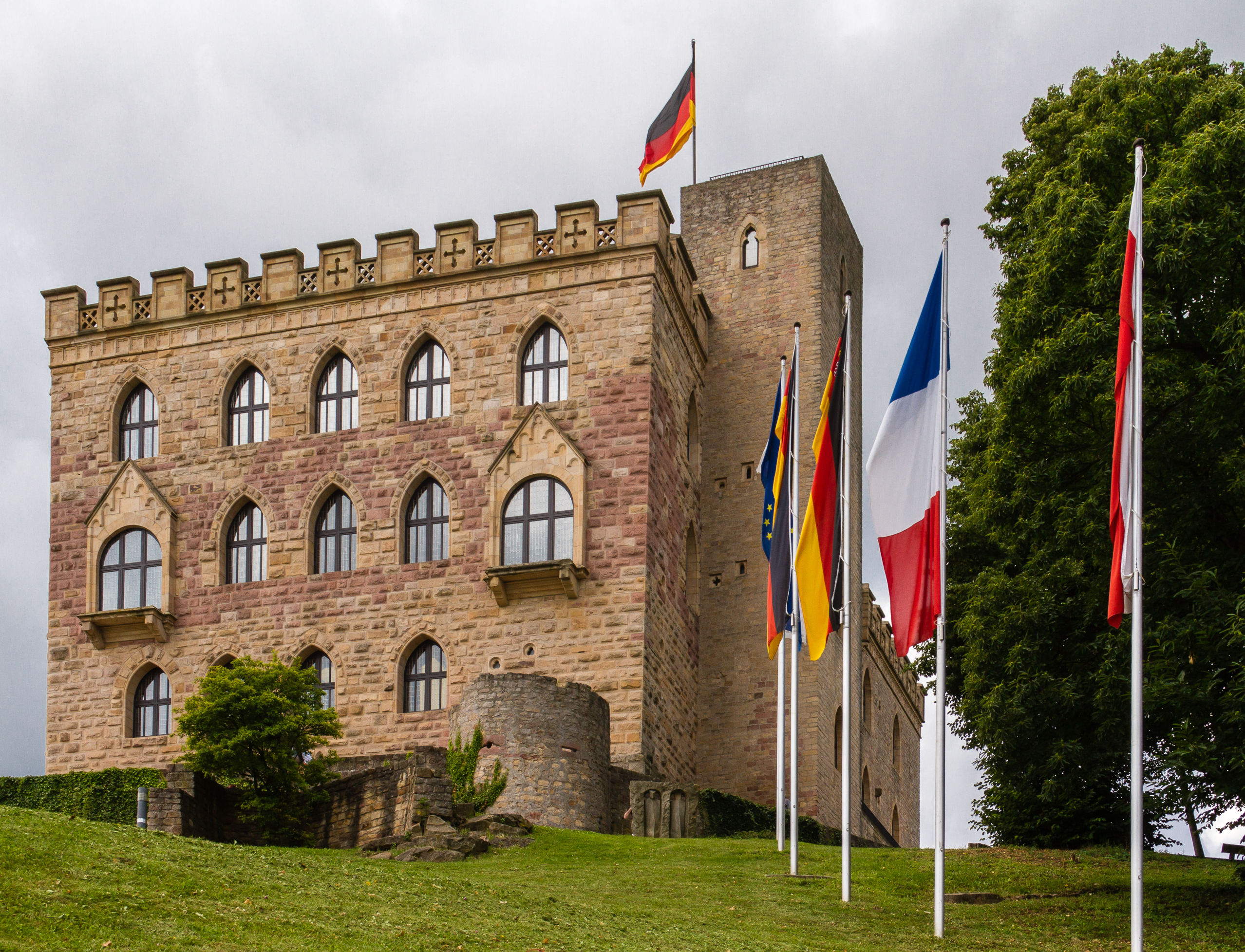
Das Hambacher Schloss, 1832 Schauplatz des Hambacher Festes

Unter dem Einfluss der französischen Julirevolution von 1830 kam es 1832 auf dem Hambacher Schloss beim damaligen Neustadt an der Haardt zu einer großen Freiheitskundgebung, die als Hambacher Fest in die Geschichte einging. Die Forderungen nach politischen Mitspracherechten gingen weiter, als die bayerische Verfassung von 1818 vorsah. Es handelte sich aber um keine ursprünglich auf die Pfalz, sondern auf Deutschland und die deutsche Nation bezogene Veranstaltung.
Zum 29. November 1837 wurde der Rheinkreis durch eine „Königlich allerhöchste Verordnung“ in „Pfalz“ umbenannt. Dieser Name hatte bis zum Ende des Zweiten Weltkriegs Bestand. Daneben waren auch die Bezeichnungen „Rheinpfalz“ oder „Rheinbayern“ gebräuchlich.
Infolge der Revolution 1848 und der Frankfurter Nationalversammlung ereignete sich im Mai 1849 während der Reichsverfassungskampagne der Pfälzische Aufstand. Die Pfalz löste sich von Bayern. Ziel war die Schaffung einer Pfälzischen Republik und die Annahme der Paulskirchenverfassung. Im Juni beendeten, ohne auf größeren Widerstand zu stoßen, preußische Truppen unter Moritz von Hirschfeld den Aufstand innerhalb einer Woche.
Die Herrschaft des bayerischen Königshauses wurde durch Bauprojekte wie die königliche Villa Ludwigshöhe bei Edenkoben und die umfassende Restauration des Doms zu Speyer zum Ausdruck gebracht. An der Ludwig-Maximilians-Universität München schlossen sich ab 1866 viele Studenten aus der „transrheinischen“ Pfalz in der Fröhlich Pfalz, dem späteren Corps Transrhenania, zusammen.
Die schlechte wirtschaftliche Lage veranlasste bis Mitte des 19. Jahrhunderts zahlreiche Pfälzer zur Auswanderung, vor allem nach Nordamerika. Zeitweise war Palatines (englisch Pfälzer) in den USA eine Sammelbezeichnung für alle deutschsprachigen Immigranten. Bekannte Deutschamerikaner mit pfälzischen Wurzeln aus dieser Zeit sind der Lebensmittelunternehmer Henry John Heinz, dessen Vater Johann Heinrich Heinz 1840 aus Kallstadt nach Pennsylvania auswanderte, und der 2016 gewählte US-Präsident Donald Trump. Trumps Großeltern väterlicherseits stammten ebenfalls aus Kallstadt; sein Vater Fred C. Trump wurde dort gezeugt, kurz bevor die Familie auf Druck der bayerischen Behörden endgültig in die Vereinigten Staaten auswanderte. Heinz’ und Trumps Vorfahren stammten nicht nur aus demselben Dorf, sondern waren auch entfernt miteinander verwandt: Johann Heinrich Heinz’ Mutter war eine geborene Trump und eine Großtante von Fred C. Trump.
Mit der vor allem in der Gründerzeit einsetzenden Industrialisierung, die allerdings überwiegend auf Zentren wie Ludwigshafen, Kaiserslautern oder Pirmasens beschränkt war, verbesserten sich die wirtschaftlichen Umstände etwas.

### Regierungsbezirk Pfalz im Freistaat Bayern

#### Erster Weltkrieg und seine Folgen

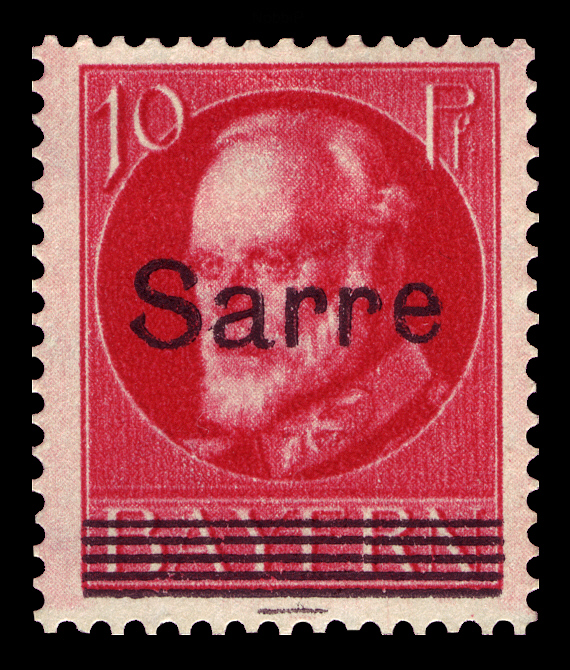
Briefmarke des Saargebiets aus dem Jahr 1920 mit Aufdruck „Sarre“ auf Marke des Königreichs Bayern mit Porträt von König Ludwig III., herausgegeben in der zuvor bayerischen Saarpfalz

Nach dem Ersten Weltkrieg war die Pfalz entsprechend den Waffenstillstands- und Friedensbedingungen bis 1930 von französischen Truppen besetzt, wenngleich die Zugehörigkeit zu Bayern fortbestand. Der Regierungspräsident Friedrich von Chlingensperg auf Berg verhinderte die Ausrufung einer neutralen und selbstständigen linksrheinischen Republik, die möglicherweise vom politischen Katholizismus dominiert worden wäre.
Der Versailler Vertrag von 1919 verfügte die Abtrennung westlicher Gebiete der Pfalz, die dem neu gebildeten Saargebiet zugeordnet wurden, das seinerseits unter Verwaltung des Völkerbundes gestellt wurde. Diese Gebietsteile bilden im heutigen Saarland den Saarpfalz-Kreis. Das Bezirksamt St. Ingbert, Teile des Bezirksamtes Homburg sowie Gemeinden des Bezirksamtes Zweibrücken, die dem Bezirksamt Homburg angeschlossen wurden, wurden von der Pfalz abgetrennt und in das Saargebiet eingegliedert. Staatsrechtlich blieben diese 424 km² ein Teil der Pfalz, d. h. Bayerns. Wie schon 1910 die Stadt Landau wurden 1920 weitere sieben Städte aus den Bezirksämtern herausgelöst und zu kreisunmittelbaren Städten erklärt, die heute alle noch den Status einer kreisfreien Stadt besitzen.
Während der französischen Besetzung kam es in der Pfalz zu separatistischen Bewegungen. Diese begannen am 6. November 1923 mit Aufständen in Kaiserslautern, Neustadt und Landau und endeten im Sturm auf das Bezirksamt in Pirmasens am 12. Februar 1924. Sie führten zur Ausrufung der Autonomen Pfalz, die aber keinen Bestand hatte. Der pfälzische Gutsbesitzer Franz Joseph Heinz, genannt Heinz-Orbis, hatte am 6. November 1923 eine autonome Pfalz ausgerufen; diese Initiative endete aber nach wenigen Wochen mit seiner Ermordung. Die französischen Truppen räumten im Sommer 1930 die Pfalz, nachdem der Young-Plan im Berliner Reichstag angenommen worden war.
Infolge der Weltwirtschaftskrise ab 1929 wuchs in der ländlich geprägten Region der Unmut der Bevölkerung, der sich in den Wahlerfolgen antidemokratischer Parteien niederschlug: Trotz der demokratischen Tradition konnte sich in der Pfalz gegen Ende der Weimarer Republik die NSDAP mit ihrem langjährigen Gauleiter Josef Bürckel schnell etablieren und erzielte überdurchschnittlich hohe Wahlergebnisse.

#### Zeit des Nationalsozialismus und Zweiter Weltkrieg
Während der Zeit des Nationalsozialismus wurde in den Status der Pfalz erheblich eingegriffen. Der Gauleiter der NSDAP für den Gau Saarpfalz war seit 1926 Josef Bürckel. Er wollte die Pfalz aus dem bayerischen Staat herauslösen und selbst die politische Kontrolle übernehmen. Das Angebot, das Amt des Regierungspräsidenten in Speyer zu übernehmen, lehnte er ab, da er in dieser Position eine Unterordnung unter die Staatsregierung in München fürchtete. Eine Ernennung zum „politischen Beauftragten“ für die Pfalz im Mai 1934 blieb eine Episode. Stattdessen sicherte sich Bürckel die Herrschaft über die Pfalz zunächst, ohne ein staatliches Amt zu übernehmen, und setzte in der Speyerer Kreisregierung mit Friedrich Wenner einen von ihm abhängigen kommissarischen Regierungspräsidenten ein. Reichsstatthalter Franz Ritter von Epp und Ministerpräsident Ludwig Siebert in München verloren zunehmend ihren Einfluss auf die Rheinpfalz.
Im Jahr 1935 erfolgte die Rückgliederung des Saargebiets, nun unter dem Namen Saarland, und die Bildung des vereinigten Gaus Pfalz-Saar, der 1936 in Gau Saarpfalz umbenannt wurde. Die Gemeinde Bruchhof-Sanddorf wurde am 1. April 1938 nach einer Volksabstimmung aus der Pfalz in die saarländische Stadt Homburg umgegliedert.
Zu Beginn des Zweiten Weltkriegs, nach der Kriegserklärung Frankreichs am 3. September 1939, wurden die in der „Roten Zone“ (vor dem ab 1938 gebauten Westwall) gelegenen grenznahen Orte evakuiert und die Bevölkerung wurde in Auffanggebiete im übrigen Reich verbracht. Ab 1940 wurde der bayerische Regierungsbezirk Pfalz durch den „Reichskommissar für die Saarpfalz“ verwaltet. Der rechtliche Status der Pfalz änderte sich 1940 ebenfalls: Durch einen Erlass des Ministerrates für die Reichsverteidigung wurden die Bezirksregierung (neuer Name für die Kreisregierung) und das Reichskommissariat für das Saarland (das Bürckel seit der Rückgliederung des Saargebiets 1935 führte) in der Person von Bürckel als Reichskommissar für die Saarpfalz mit Sitz in Kaiserslautern zusammengelegt. Bürckel hatte schon seit Jahren versucht, beide Gebiete zu vereinigen, hatte aber nun nur die Fusion beider Verwaltungen erreicht. Formell blieb die Pfalz weiter ein Teil Bayerns, was auch im besagten Erlass betont wurde, aber in der Realität kaum noch von Bedeutung war.
1941 wurde Bürckels Machtbereich durch einen Führererlass noch einmal ausgedehnt: Sein Amt als Chef der Zivilverwaltung von Lothringen wurde mit dem des Reichskommissars vereinigt; Bürckel fungierte nun als Reichsstatthalter in der Westmark mit Sitz in Saarbrücken. Zur geplanten Vereinigung der drei Teilgebiete zu einem Reichsgau Westmark (die Umbenennung von Saarpfalz in Westmark erfolgte 1940) kam es aber nicht mehr. Durch den „Reichsstatthalter in der Westmark“ wurden somit diese drei Gebiete – Pfalz und Saarland, ab 1941 auch Lothringen – in Personalunion verwaltet, ohne dass ein formeller Zusammenschluss der Gebiete stattfand. Amtsinhaber war Josef Bürckel bis zu seinem Tod 1944, von 1944 bis 1945 Willi Stöhr.
Angesichts der herannahenden alliierten Truppen musste die Führung der Westmark Saarbrücken im Dezember 1944 verlassen. Während die Verwaltung ein letztes Mal nach Speyer kam, zog sich der Führungsstab um Gauleiter und Reichsstatthalter Willi Stöhr, der seit September 1944 als Nachfolger des verstorbenen Bürckel amtierte, nach Landstuhl zurück. Die NS-Herrschaft über die Pfalz endete im März 1945 in der Operation Undertone.

#### Loslösung von Bayern
Nach dem Ende des Zweiten Weltkriegs 1945 gehörte die Pfalz zur Französischen Besatzungszone. Entsprechend der Verordnung Nr. 57 des französischen Oberkommandos wurde sie 1946 in das neu gebildete Land Rheinland-Pfalz eingegliedert. Zu einer Wiedervereinigung mit der rechtsrheinischen Pfalz kam es somit auch nach 1945 nicht mehr. Sitz der Bezirksregierung war nun Neustadt an der Weinstraße (bis 1950 unter dem Namen Neustadt an der Haardt). Am 22. April 1956 scheiterte ein Volksbegehren zur Wiedervereinigung des Gebietes mit Bayern, da statt der erforderlichen 10 % nur 7,6 % Zustimmung erreicht wurden. Im Jahre 1968 erfolgte die Zusammenlegung der Pfalz mit dem Regierungsbezirk Rheinhessen zum Regierungsbezirk Rheinhessen-Pfalz; die Bezirksregierung behielt ihren Sitz in Neustadt bis zum Jahr 2000, als die rheinland-pfälzische Verwaltung neu strukturiert wurde.

## Regierungspräsidenten
| Amtsinhaber                     | Amtszeit (Beginn) | Amtszeit (Ende)    |
| ------------------------------- | ----------------- | ------------------ |
| Franz Xaver von Zwackh          | 18. Mai 1816      | 16. April 1817     |
| Joseph von Stichaner            | 16. April 1817    | 10. Februar 1832   |
| Ferdinand von Andrian-Werburg   | 10. Februar 1832  | 22. Juni 1832      |
| Carl Albert Leopold von Stengel | 22. Juni 1832     | 22. November 1837  |
| Karl Theodor von Wrede          | 22. November 1837 | 30. April 1841     |
| Eugen von Wrede                 | 1. Mai 1841       | 9. Februar 1845    |
| Karl von Schrenck               | 9. Februar 1845   | 27. Mai 1846       |
| Franz Alwens                    | 30. Mai 1846      | 30. Juni 1849      |
| Johann Baptist von Zenetti      | 5. Juli 1849      | 2. April 1850      |
| Gustav von Hohe                 | 2. April 1850     | 1. Dezember 1866   |
| Sigmund von Pfeufer             | 24. April 1867    | 21. April 1871     |
| Paul von Braun                  | 1. Oktober 1871   | 26. Februar 1892   |
| Julius von Auer                 | 1. April 1892     | 1897               |
| Ludwig von Welser               | 1. Juni 1897      | 31. Oktober 1902   |
| Adolf von Neuffer               | 1. November 1902  | 31. März 1918      |
| Theodor von Winterstein         | 1. April 1918     | 31. Mai 1919       |
| Lorenz Wappes                   | 31. Mai 1919      | 5. Juni 1919       |
| Friedrich von Chlingensperg     | 5. Juni 1919      | 23. Januar 1923    |
| Jakob Mathéus                   | 24. Januar 1923   | 30. Juni 1928      |
| Theodor Pfülf                   | 1. Juli 1928      | 31. Mai 1932       |
| Ludwig Osthelder                | 1. Juni 1932      | 30. September 1933 |
| Franz Röder                     | 1. Oktober 1933   | 3. Mai 1934        |
| Richard Imbt                    | 3. Mai 1934       | 20. Juni 1934      |
| Friedrich Wenner                | 1. August 1934    | 31. August 1939    |
| Karl Barth                      | 1. September 1939 | 30. April 1940     |
| Friedrich Wenner (2. Mal)       | 8. April 1941     | 30. November 1943  |

1. 1 2 3 4  geschäftsführend
2. ↑  Zum Reichskommissar für Österreich abgeordnet; führte sein Amt faktisch nicht aus.
3. ↑  Übernahm das im bayerischen Staatshaushalt weiterhin vorgesehene Amt; übte keine Verwaltungstätigkeit aus.